# Alexandre Alves da Silva
Alexandre Alves da Silva (Paranacity, 6 de março de 1981) é um ex-futebolista brasileiro que atuava como volante.

## Carreira
Alexandre foi formado nas categorias de base do Guarani, tendo sido promovido ao elenco profissional em 1999. Estreou no time principal do Guarani em agosto de 99, na vitória contra o Santos por 2x1 na Vila Belmiro, pelo Campeonato Brasileiro.
Em julho de 2002, foi contratado pelo Santos, com contrato de um ano. Já naquele ano, participou da campanha do título do Campeonato Brasileiro, participando de 13 jogos, sendo o reserva imediato de Paulo Almeida. Inclusive, entrou em campo no jogo final, contra o Corinthians.
No ano seguinte, foi vice-campeão da Copa Libertadores pelo Peixe. Ficou no Santos até 2003, onde atuou em 44 jogos.
No início de 2004, se transferiu para o Saturn, da Rússia, com contrato de um ano.
Em fevereiro de 2005, assinou um contrato de seis meses com o Pontevedra, time da segunda divisão da Espanha, onde terminou a temporada como titular. Naquele país, ficou conhecido como Alex Alves.
Na temporada 2005/06, assinou com o Lorca Deportiva CF, recém-promovido à Segunda Divisão, onde começou como titular, mas durante a competição perdeu a posição para Juan Carlos Ramos. Na temporada seguinte, também começou como titular, mas uma grave lesão no joelho o afastou dos campos e, no final da temporada, o Lorca Deportiva foi rebaixado para a Segunda Divisão B e, por não possuir passaporte comunitário, teve que ser dispensado.
Na temporada 2007/08, acertou com o FC Vaduz, do Liechtenstein.
Na temporada seguinte, regressou a Lorca, para atuar pelo Ciudad de Lorca CF, que, no final da temporada, foi rebaixado.
Após uma passagem pelo Arapongas, em 2013, acertou com o São José-SP para o Paulista da Série A2.
Seu último clube foi o Santa Rita-AL, em 2015.

### Títulos
Santos
- Campeonato Brasileiro: 2002[3]